# Elams
 (octobre 2022).
 (octobre 2022).
La mise en forme du texte ne suit pas les recommandations de Wikipédia : il faut le « wikifier ».
Les points d'amélioration suivants sont les cas les plus fréquents :
- Les titres sont pré-formatés par le logiciel. Ils ne sont ni en capitales, ni en gras.
- Le texte ne doit pas être écrit en capitales (les noms de famille non plus), ni en gras, ni en italique, ni en « petit »…
- Le gras n'est utilisé que pour surligner le titre de l'article dans l'introduction, une seule fois.
- L'italique est rarement utilisé : mots en langue étrangère, titres d'œuvres, noms de bateaux, etc.
- Les citations ne sont pas en italique mais en corps de texte normal. Elles sont entourées par des guillemets français : « et ».
- Les listes à puces sont à éviter, des paragraphes rédigés étant largement préférés. Les tableaux sont à réserver à la présentation de données structurées (résultats, etc.).
- Les appels de note de bas de page (petits chiffres en exposant, introduits par l'outil «  Source ») sont à placer entre la fin de phrase et le point final[comme ça].
- Les liens internes (vers d'autres articles de Wikipédia) sont à choisir avec parcimonie. Créez des liens vers des articles approfondissant le sujet. Les termes génériques sans rapport avec le sujet sont à éviter, ainsi que les répétitions de liens vers un même terme.
- Les liens externes sont à placer uniquement dans une section « Liens externes », à la fin de l'article. Ces liens sont à choisir avec parcimonie suivant les règles définies. Si un lien sert de source à l'article, son insertion dans le texte est à faire par les notes de bas de page.
- La présentation des références doit suivre les conventions bibliographiques. Il est recommandé d'utiliser les modèles {{Ouvrage}}, {{Chapitre}}, {{Article}}, {{Lien web}} et/ou {{Bibliographie}}. Le mode d'édition visuel peut mettre en forme automatiquement les références.
- Insérer une infobox (cadre d'informations à droite) n'est pas obligatoire pour parachever la mise en page.

Pour une aide détaillée, merci de consulter Aide:Wikification.
Si vous pensez que ces points ont été résolus, vous pouvez retirer ce bandeau et améliorer la mise en forme d'un autre article.
Elams, nom de scène d’Elamine Ali, est un rappeur et chanteur franco-comorien, né le 18 janvier 1994 à Marseille. Il s'est fait connaître en collaborant avec l'artiste Alonzo dans sa mixtape Capo Dei Capi sorti en 2015 avec le morceau Homme à terre.
En 2016, il sort son premier album Je suis Elams distribué par la maison de disques Warner Music. Depuis, il a sorti 3 autres albums : Réussir ou mourir en 2017, Ce que l'on vit en 2018 et Thug Life en 2021 puis son dernier, Mwanamboka en 2023.
Il participe aussi aux projets : 13'Organisé en 2020 avec ses confrères marseillais et Le Classico Organisé en 2021.
Elams a collaboré avec des artistes comme Jul, Vegedream, Marwa Loud, RK, SCH, KeBlack etc.
Fin 2023, il est en tête d’affiche de la série télévisée Grand Palais : Chicha Lounge.

## Biographie

### Naissance et enfance
Elams est né le 18 janvier 1994. Il a grandi dans les quartiers Nord de Marseille, dans le 14e arrondissement.

### Carrière

#### Débuts (2011-2016)
Elams début sa carrière dans le rap en publiant des mixtapes gratuites et singles sur l'application YouTube. Avec ces premiers sons, il cumule plusieurs milliers de vues, ce qui lui apporte de la notoriété[source secondaire nécessaire].
En 2015, il apparaît dans la mixtape Capo Dei Capi, Volume I d'Alonzo avec le titre Homme à terre, c'est avec ce son qui s'est fait connaître dans toute la France[source secondaire nécessaire]. Toujours en 2015, il sort un single se nommant : Histoire de Love, où il récolte plus de 2 millions de vues sur YouTube[source secondaire nécessaire].
En 2016, il sort son premier album Je suis Elams avec 20 titres dont un featuring avec Alonzo. Cet album bénéficiera d'un gros buzz dans tout le pays[source secondaire nécessaire].
En janvier 2017, il publie le clip d'une de ses chansons, intitulée Prétoire, qui a été tourné frauduleusement au centre pénitentiaire d'Aix-Luynes l'été précédent durant la période où il y était incarcéré,.

#### Confirmation (2017-2018)
En 2017, il réalise un deuxième album Réussir et mourir, (qui est aussi le nom de son label) avec des sons populaires comme Le son qui fout le darwa avec plus de 14 millions de streams sur YouTube et Libérable avec 11 millions de vues et certifié single d'or en France.
Puis en 2018, Elams sort son troisième album Ce que l'on vit avec des feat : Jul, Marwa Loud, KeBlack, Naps, RK, Alrima et Sofiane. Et sa réédition en 2019.

#### Retour (depuis 2021)
Après trois ans d'absence où le rappeur ne sort aucun album, il revient en 2021 avec son quatrième album Thug Life en featuring avec : Lynda, Rohff, Hatik et Vegedream. Il le tease avec le single Kodo avec le rappeur Vegedream.
En mars 2023, il sort un son par jour[source secondaire nécessaire] de son Album Gratuit Vol. 2 notamment un rap avec le chanteur Scridge. 
Le 26 mai 2023, Elams sort son cinquième album studio se nommant Mwanamboka.

## Projet de groupes
En 2020, plusieurs rappeurs marseillais dont Naps, SCH, Soprano, AM La Scampia, Alonzo, Kofs, L'Algérino, Soso Maness et JuL lance un album en groupe sous le nom de 13'Organisé (référence au département des Bouches-du-Rhône). Elams figure dans les titres suivants : Bande organisée, Partout c’est la même, Combien et Heat.
En 2021, il participe également au projet Le Classico organisé où il regroupe la majorité des rappeurs français dans les Bouches-du-Rhône et la région parisienne : SCH, Soprano, Alonzo, Kofs, Gims, Lacrim, Rohff, Kaaris, DA Uzi et Tayc... Elams figure dans les titres : Cœur de pirate et Tout pour la mif.

## Discographie

### Albums en groupe
- 2020 : 13'Organisé
- 2021 : Le Classico organisé
- 2024 : 13'Organisé 2